# Henri Konow

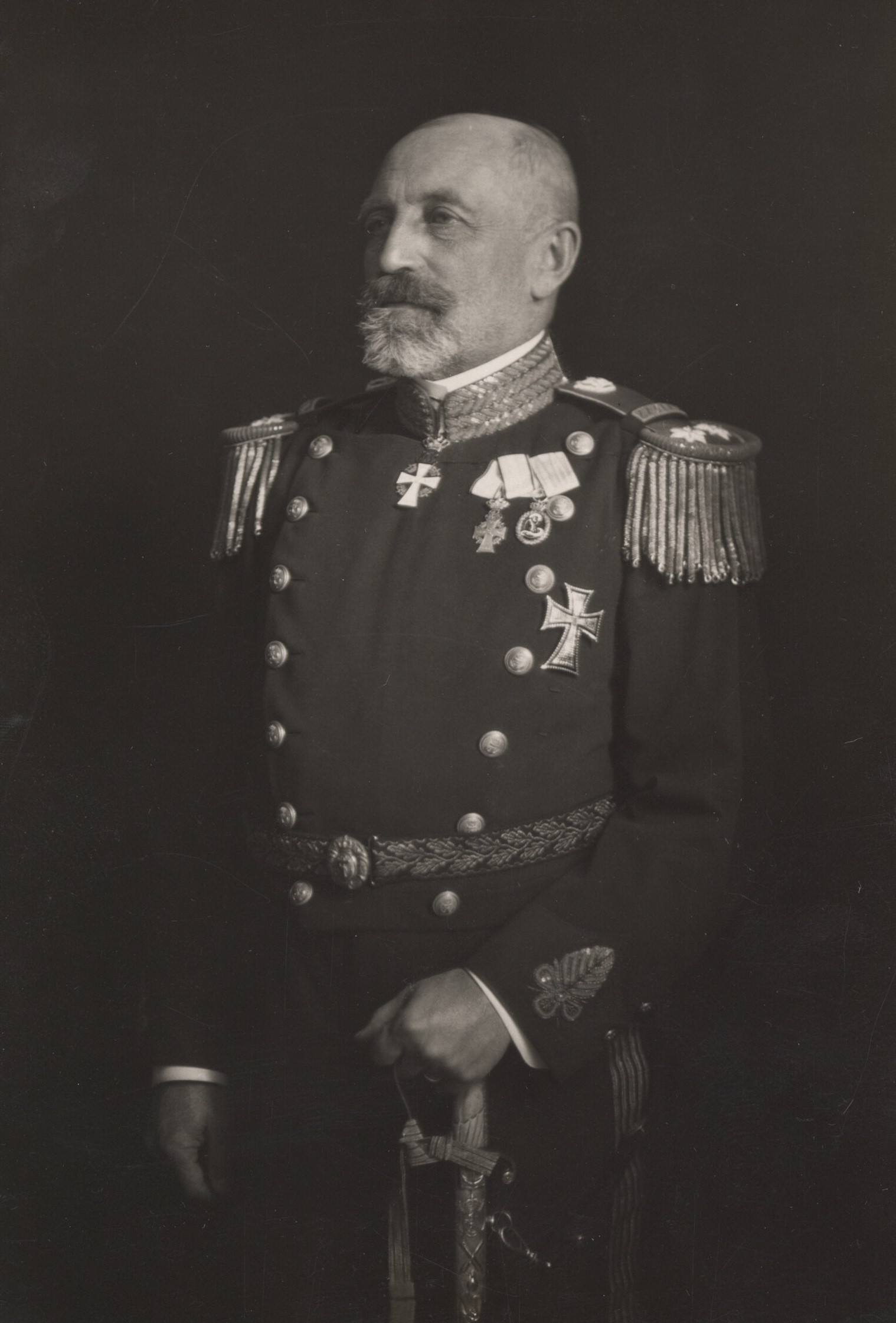
Henri Konow

Henri Konow (7 de fevereiro de 1862 - 18 de janeiro de 1939) foi um oficial naval dinamarquês, vice-almirante e o último governador das Índias Ocidentais dinamarquesas, supervisionando a transferência da administração para os Estados Unidos após o Tratado das Índias Ocidentais Dinamarquesas em 1916, sob a qual o Reino da Dinamarca vendeu as ilhas agora chamadas de Ilhas Virgens Americanas aos Estados Unidos em troca de 25 milhões de dólares em ouro.